# Cedarvale
Cedarvale est un village situé dans le centre-ouest de la province canadienne de la Colombie-Britannique, dans le district régional de Kitimat-Stikine. Bien qu'étant une ancienne mission indienne, il n'est pas situé sur une réserve.

## Histoire
Cedarvale est fondée en 1888 sous le nom de Meanskinisht, parfois écrit Miniskiniht, par un missionnaire anglican : Robert Tomlinson. Il regroupe alors une population autochtone Gitxsan. Le village vit de l'agriculture et bénéficie des revenus d'une scierie. Tomlinson refuse la création d'une réserve indienne et demande, sans succès, au gouvernement provincial le droit pour les autochtones de sa mission d'acquérir des terres. En 1913, l'arrivée du chemin de fer du Grand Tronc Pacifique amène de nouveaux colons et Tomlinson meurt. Le village prend alors le nouveau nom de Cedarvale : la vallée des cèdres.
Le village a connu deux églises: la première construite en rondins en 1891, la deuxième est aussi construite en bois en 1907, mais dans un style gothique.  Ce deuxième édifice est détruit par les flammes dans les années 50. Le cimetière traditionnel autochtone situé à proximité de l'église disparue est classé "Lieu patrimonial du Canada",.

## Administration
Le village ne dispose pas d'administration municipale propre. Les services municipaux sont gérés par le district régional de Kitimat-Stikine. Cedarvale est situé sur l'aire électorale B qui élit l'un des douze directeurs du directoire du district régional. Ce directeur dispose d'une voix sur 26,.

## Situation
Le village de Cedarvale est situé à 75 km, par la route, au nord de Terrace, le chef-lieu du district de Kitimat-Stikine. Le village s'étend essentiellement sur la rive est de la Skeena à proximité immédiate de la route transcanadienne 16 (route de Tête Jaune). Sur la rive ouest se trouve l'arrêt de la ligne de chemin de fer Jasper-Prince Rupert desservi par la compagnie Via Rail. Les deux rives ne sont pas reliées par un traversier,.

## Climat
Le Climat de Cedarvale est continental avec des étés secs mais frais, Classée Csb dans la classification de Köppen. Les températures sont marquées par des été frais avec des moyennes mensuelles n'atteignant jamais 17°C, les hivers sont froids avec trois mois avec des moyennes mensuelles négatives. Des épisodes de grands froids peuvent survenir pendant tout l'hiver. Les précipitations assez abondantes, plus de 800 mm, se concentrent en automne et en hiver. Le printemps et l'été sont assez secs, avec des précipitations mensuelles souvent inférieures à 40 mm. Les précipitations neigeuses, hivernales sont importantes et représentent près du tiers du volume annuel. Ces conditions climatiques sont celles de la vallée, dans les montagnes environnantes, le climat est plus rigoureux.
| Mois                                  | jan.       | fév.     | mars       | avril     | mai     | juin      | jui.     | août    | sep.      | oct.     | nov.      | déc.      | année            |
| ------------------------------------- | ---------- | -------- | ---------- | --------- | ------- | --------- | -------- | ------- | --------- | -------- | --------- | --------- | ---------------- |
| Température minimale moyenne (°C)     | −7,8       | −6,4     | −2,7       | 0,6       | 4,6     | 8,1       | 10,4     | 10,2    | 7         | 2,9      | −3        | −7,3      | 1,4              |
| Température moyenne (°C)              | −4,9       | −2,8     | 2,3        | 6,8       | 10,9    | 14,4      | 16,9     | 16,6    | 12,1      | 6,5      | −0,4      | −4,6      | 6,2              |
| Température maximale moyenne (°C)     | −2         | 0,9      | 7,2        | 12,9      | 17,3    | 20,7      | 23,3     | 22,9    | 17,2      | 10,1     | 2,2       | −1,8      | 10,9             |
| Record de froid (°C) date du record   | −33,5 1991 | −30 1978 | −22,8 1976 | −10 1975  | −5 1977 | −0,5 1985 | 3,9 1978 | 2 1984  | −2,5 1984 | −19 1984 | −30 1985  | −33 1984  | −33,5 09/01/1991 |
| Record de chaleur (°C) date du record | 11 1984    | 12 1990  | 18 1979    | 26,5 1979 | 35 1983 | 35,5 1987 | 35 1982  | 37 1981 | 31,1 1974 | 21 1980  | 13,9 1976 | 11,5 1991 | 37 08/08/1981    |
| Précipitations (mm)                   | 112,8      | 60       | 39,6       | 32,1      | 39,3    | 48,1      | 38,9     | 46,6    | 80,7      | 126,6    | 92        | 108,6     | 825,2            |
| dont neige (cm)                       | 78,4       | 35       | 15,8       | 2,4       | 0       | 0         | 0        | 0       | 0         | 2,9      | 41,5      | 72,2      | 248,2            |
| Nombre de jours avec précipitations   | 17,5       | 13,7     | 12,4       | 12,6      | 13,4    | 13,1      | 12,8     | 12,5    | 17        | 19,5     | 18,2      | 18,7      | 181,3            |
| Nombre de jours avec neige            | 13,2       | 8,8      | 5,2        | 1,2       | 0,05    | 0         | 0        | 0       | 0         | 1,2      | 10,2      | 13,8      | 53,7             |

| Diagramme climatique                                  |           |             |             |             |             |              |              |           |              |         |               |
| J                                                     | F         | M           | A           | M           | J           | J            | A            | S         | O            | N       | D             |
| −2−7,8112,8                                           | 0,9−6,460 | 7,2−2,739,6 | 12,90,632,1 | 17,34,639,3 | 20,78,148,1 | 23,310,438,9 | 22,910,246,6 | 17,2780,7 | 10,12,9126,6 | 2,2−392 | −1,8−7,3108,6 |
| Moyennes : • Temp. maxi et mini °C • Précipitation mm |           |             |             |             |             |              |              |           |              |         |               |